# 朱小华
朱小华（1949年9月—），前中国金融业高管，曾任光大集团董事长。

## 生平
自小在上海市里弄长大，早年下放至中国东北“北大荒”务农。回上海后入中国人民银行（中国央行）上海分行任前柜出纳员，工余时间上上海财经学院，今上海财经大学夜校学习金融。后任中国人民银行上海分行副行长，又兼任上海外汇管理局副局长。自上海赴京入央行基建司，任计划处处长。又曾外派赴国际货币基金组织（IMF）美国总部任访问学人。1992年至1993年，在香港任新华社香港分社（今“中联办”）经济部副部长。1993年底回京出任央行副行长兼任中国外汇管理局主任。1996年，再赴香港，出任光大集团董事长、光大金融控股董事长，期间大力改革光大，集团麾下股票大为升值，集团市值亦翻数倍，被香港金融界誉为“Golden Finger”（“金手指”之称）。1999年被调查，2002年8月获监15年。
2015年，据美国彭博社、法国国际广播电台、香港、台湾等世界媒体多方报道，已出狱，在上海、香港商业经营颇为成功。

## 家庭
1949年9月生于上海，祖籍浙江镇海，是镇海虹桥朱氏商业家族之后，另有记作鄞县。祖朱佩珍是清末首富、上海滩巨商。妻任佩珍（巧合同名"佩珍"）是民国纺织业巨头任士刚家族之后，2002年闻悉朱获监在美国芝加哥自尽。有一女，已移居美国。